# 용태
용태(容態)는 대한민국 민법의 개념으로 사람의 정신작용에 기하는 것을 뜻한다. 크게 외부적 용태와 내부적 용태로 나뉜다. 용태랑 대비되는 개념은 사건으로 사람의 정신작용과 관련 없는 출생, 사망 등이 있다.

## 외부적 용태
사람의 정신작용에 기한 행위가 외부에 표현되는 것을 나타낸다. 적법행위와 위법행위로 나뉜다.
(1) 적법행위: 의사표시와 준법률행위로 나뉜다.
(2) 위법행위: 채무불이행, 불법행위 등이 있다.

## 내부적 용태
심리작용은 있으나 그것이 행위로 외부에 나타나지 않는 것을 나타낸다. 크게 관념적 용태와 의사적 용태가 있다.
(1) 관념적 용태: 선의나 악의 등이 있다.
(2) 의사적 용태: 점유의 의사, 소유의 의사 등을 나타낸다.